# Upa! (libro)
Upa! es un libro de lectura inicial del escritor uruguayo - argentino Constancio C. Vigil (1876, Rocha, Uruguay-1954, Buenos Aires, Argentina) cuya primera edición corresponde a 1934 y que a través de distintas reediciones continuó siendo publicado hasta finales de la década de 1990 aunque con un diseño diferente, contando la mayoría de las tiradas con ilustraciones de Federico Ribas.
Este método de estudio prometía enseñar a leer en solo un mes Este libro consolidó su propuesta educativa conjuntamente con la publicación posterior en 1941 de otra obra de Vigil titulada "La educación del hijo", aunque en este último caso el texto estaba orientado hacia las madres o futuras madres.
El libro en si trascendió las fronteras de Argentina y Uruguay pasando a editarse incluso en países como Perú y Venezuela, mientras que otras ediciones correspondieron a conservarlo como objeto de colección.

## Ediciones
La obra comenzó con una tirada discreta de 2.000 ejemplares en 1934, el año de su lanzamiento y en los años venideros contó con varias ediciones más dentro de la Argentina, cada una vendiendo miles de ejemplares dentro del país. Para finales de la década de 1970 la Editorial Atlántida ya había lanzado al mercado 30 ediciones solamente en Argentina. siendo la más numerosa la del año 1952 con 254.000 ejemplares.
En Venezuela y Perú el libro llegó a tener para la década de 1960 unas 7 y 6 ediciones respectivamente De esta manera, Upa! se convirtió en el primer libro de lectura de varias generaciones.

### El título del libro
El título del libro "upa" corresponde a una interjección propia que solo se usa como tal y que se asociada al deseo de un infante a ser cargado en brazos por sus padres o algún mayor.Este término a su vez corresponde al lunfardo típico de Argentina.

### El método del libro
El contenido de la obra estaba esquematizado en lecciones que comenzaban con la enseñanza de letras, luego sílabas y finalmente palabras y frases que iban incrementando su complejidad a medida que avanzaba el texto, todas profusamente ilustradas con vivos colores a modo de captar la atención de los lectores. Paralelamente con el pragmatismo de la obra, Vigil incorporaba al igual que en otros de sus escritos, valores morales y éticos característicos de la época y que formaban parte de su idiosincrasia.

### Contexto histórico
Dentro del contexto educativo de la sociedad argentina de comienzos del siglo XX, era fundamental que los niños supieran leer, y a escribir, para suscitar un interés sostenido en una revista o en un libro. Y esto, en cierta manera, durante los años veinte estaba en vías de conseguirse como fruto del proyecto modernizador que el Estado argentino había puesto en marcha en las décadas anteriores. Con la idea de convertir a los inmigrantes -que habían llegado masivamente entre los años 1880 y 1914- y a sus descendientes en ciudadanos argentinos, se dictó la Ley de Educación 1420 (1884) -que promovía una escuela obligatoria, laica y gratuita- y la Ley 4874 (1905), también conocida como “Lainez”, que le procuró al Estado nacional a crear escuelas primarias en las provincias y los territorios nacionales. Y aunque la incorporación efectiva en el sistema escolar distaba de las expectativas generadas por la obligatoriedad de la ley, y muchos niños no alcanzaban a completar su escolarización primaria, criollos e inmigrantes estaban adquiriendo las habilidades básicas de la lectura y la escritura
Dentro de ese contexto la labora de Vigil más allá de su rol empresarial consistió en colaborar con la educación, a través de la fundación de la editorial Atlántida y la revista infantil Billiken y en paralelo con la creación de 108 libros de cuentos infantiles y 14 obras destinadas también al público de edad inicial aunque dentro de un marco más vinculado al alumnado de las escuelas entre las que destacan "Compañero","La escuela de la señorita Susana" "Mangocho", Alma Nueva" y Upa! entre otras.
La intención de Vigil al momento de la creación de Upa! era que la lectura se convirtiese para el niño en algo fácil y agradable que le motive a seguir instruyéndose. Por otra parte y siempre con la idea de fomentar la alfabetización, Vigil comentaba que "Hay chicos que no pueden ir a la escuela, entonces es bueno llevar la escuela a sus casas".